# Inuuteq Storch
Inuuteq Storch (født 1989 i Sisimiut, er en grønlandsk fotograf, der arbejder indenfor kunstfotografiet. Han er uddannet på Fotoskolen Fatamorgana i København 2010 - 2011 Fatamorgana, og fra 2015 - 2016 var han på et års ophold på International Center of Photography i New York. Inuuteq Storchs motiver er fra Grønland og det optager ham, at samle fortidens hverdagshistorie sådan, som den blev set og oplevet af grønlænderne. Hans videoinstallation Old Films of the New Tale er blevet vist på film og fotofestivaller i Alaska, Grønland, Danmark og Sverige.
Inuuteq Storch blev i 2025 tildelt Naalakkersuisuts hædersydelse.

## Udgivelser og værker
- 2018 Porcelain Souls, Konnotation
- 2019 Flesh, Disko Bay ISBN 9788797052020

## Udvalgte udstillinger
- 2009 When Nothing Becomes The Key For Everything, Kulturhuset Taseralik, Sisimiut
- 2011 Run Away For Mother Earth, Kulturhuset Taseralik, Sisimiut
- 2011 Fatamorgana: Husets Cafe, København (gruppeudstilling)
- 2012 Run Away For Mother Earth, Katuaq, Nuuk
- 2015 Jette Bang i dialog: Fotografisk Center, København (gruppeudstilling)
- 2017 Notas Al Futuro, El Pasajero, Bogota, Colombia (gruppeudstilling)
- 2017 Pop Up Archive Exhibition, MANA, New Jersey, USA (gruppeudstilling)
- 2017 Old Films of The New Tale, Kulturhuset Taseralik, Sisimiut
- 2018 Chirts & Cloves, Nuuk Kunstmuseum, Nuuk, (gruppeudstilling)
- 2018 Family Matters, NW Gallery Cph,[7] København (gruppeudstilling)
- 2018 Porcelain Souls, Festspillene, Harstad, Norway (gruppeudstilling)